# Šindžuku (nádraží)

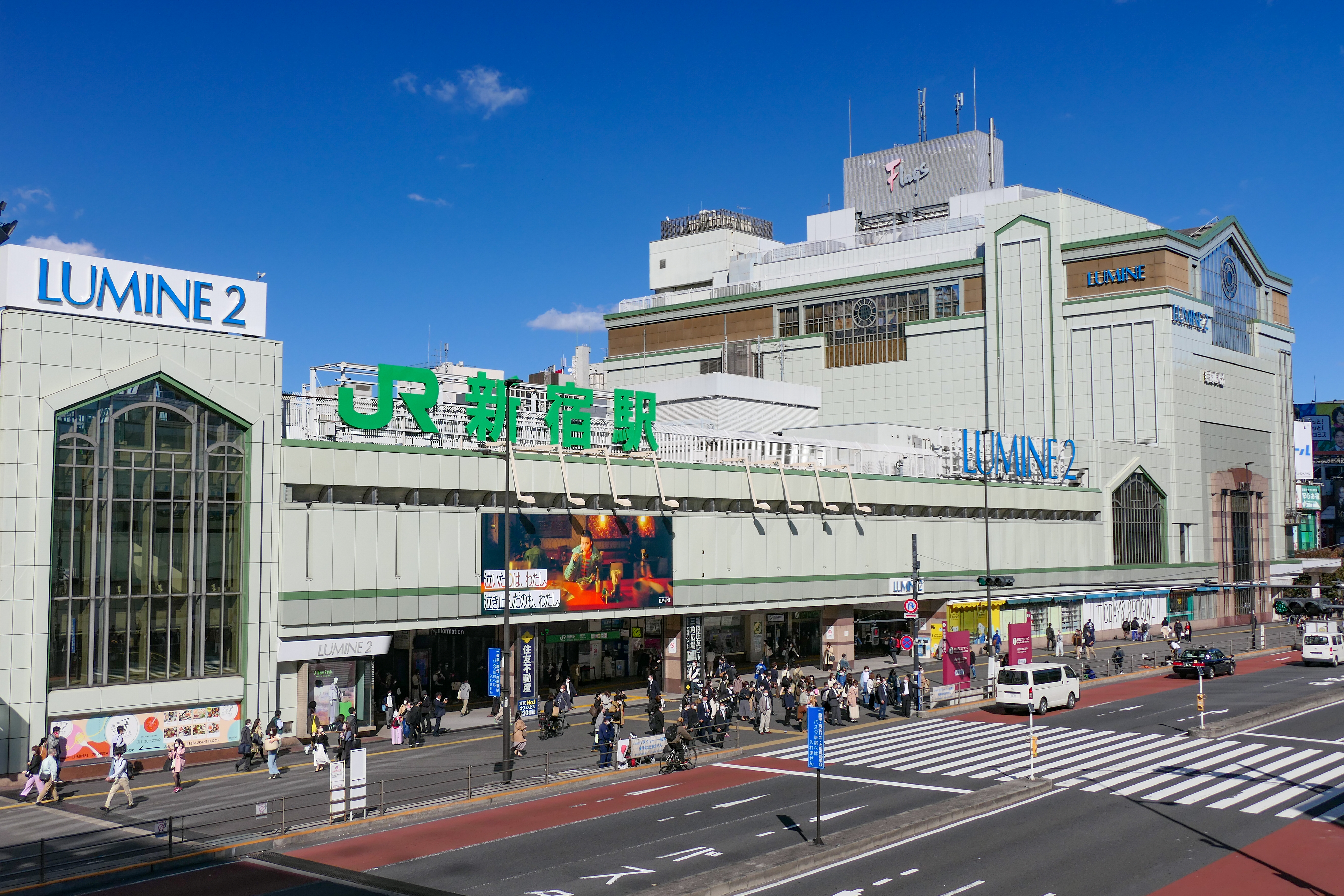
Nádraží Šindžuku

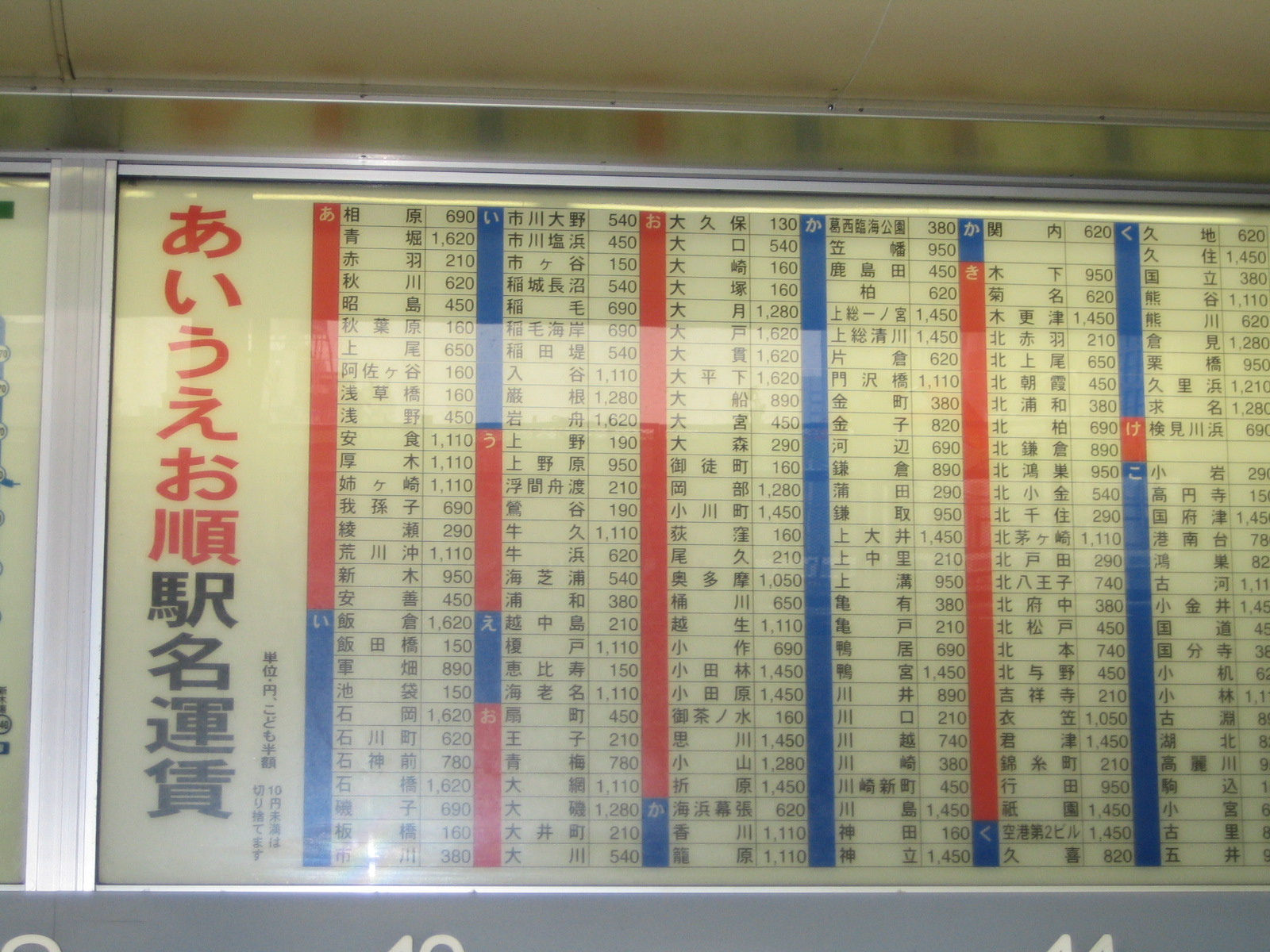
Vyhledejte si jízdné v metru podle あいうえお順 (pořadí aiueo)

Šindžuku (japonsky: 新宿駅, Šindžuku-eki) je železniční stanice v tokijské městské části Šindžuku. Je hlavním přestupním uzlem mezi tokijskou městskou železniční dopravou, metrem a příměstskými a dálkovými linkami západním směrem. Denně nádraží používá zhruba 3,60 milionů lidí, což z něj činí nejvytíženější nádraží na světě. Ze stanice vede přes 200 východů a i samotná vlaková nástupiště mají hned několik výstupů. V blízkosti se také nachází autobusové nádraží pro dálkové linky.

## Provoz
- Východojaponská železniční společnost
  - Linka Čúó
  - Linka Čúó-Sóbu
  - Linka Jamanote
  - Linka Saikjó
  - Linka Šónan-Šindžuku
- Elektrická železnice Keió
  - Linka Keió
  - Nová linka Keió
- Elektrická železnice Odakjú
  - Linie Odakjú-Odawara
- Tokyo Metro
  - Linka Marunouči
- Metro Toei
  - Linka Óedo
  - Linka Šindžuku

## Historie
Stanice byla otevřena roku 1884 jako mezilehlá zastávka na tehdejší spojnici Akabane - Šinagawa. Tehdy bylo Šindžuku tiché západní předměstí, a tak i nádraží bylo zpočátku malé. Intenzita provozu postupně narůstala se spuštěním linky Čúo (1889), linie Keió (1915), linie Odakjú (1923) a metra (1959).
V letech 1968 a 1969 se nádraží stalo centrem studentských protestů, které byly největšími občanskými nepokoji v historii poválečného Japonska.
Několikrát se v historii také objevily plány na začlenění nádraží do sítě rychlodráhy šinkansen, konkrétně se mělo stát výchozím bodem Džóecu-Šinkansenu do Niigaty. Tento plán se nakonec neuskutečnil a vlaky do Niigaty odjíždějí z tokijského hlavního nádraží. Nicméně v prostoru pod stanicí stále zůstává v platnosti stavební uzávěra a s nástupišti pro Šinkansen se do budoucna počítá. V budoucnu by tudy mohla vést magnetická rychlodráha Čúó-Šinkansen.
5. května 1995 zde došlo k pokusu o teroristický útok. Pokoušela se o něj sekta Óm šinrikjó, která už měsíc před tím zaútočila sarinem na tokijské metro. Tentokrát se útok nezdařil, personálu stanice se podařilo včas zneškodnit hořící nádobu s kyanidovým plynem.